# Folia Orientalia
Folia Orientalia (FOr) – międzynarodowy wielo- i interdyscyplinarny rocznik o tematyce orientalistycznej, publikujący teksty z zakresu  takich dziedzin jak: arabistyka, iranistyka, turkologia, afrykanistyka oraz indologia, o tematyce językoznawczej, literaturoznawczej, historycznej, archeologicznej, kulturoznawczej, religioznawczej oraz dotyczącej historii sztuki cywilizacji Bliskiego i Środkowego Wschodu, Azji Południowej, Azji Środkowej i Afryki. 
Czasopismo wydawane jest przez Komisję Orientalistyczną Polskiej Akademii Nauk w Krakowie, gdzie powstało w 1959 r. z inicjatywy Tadeusza Lewickiego. 
Od 2022 r. czasopismo posiada dwóch redaktorów, sekretarza, radę redakcyjną (Editorial Board) złożoną z polskich i zagranicznych naukowców oraz międzynarodową radę doradczą (International Advisory Board), której członkami są naukowcy spoza Polski. W tym samym roku ograniczono wydawanie artykułów do trzech języków: angielskiego, francuskiego i niemieckiego.
Do roku 2024 ukazało się 61 tomów.
Zarys historii tego czasopisma oraz bibliografia prac opublikowanych w trzydziestu pierwszych tomach w latach 1959–1994 ukazały się w tomie 32 (1996), s. 203–256.

## Redaktorzy naczelni i przewodniczący rady redakcyjnej
- Tadeusz Lewicki (przewodniczący rady redakcyjnej w latach 1959–1968, 1971–1979, 1980–1986; redaktor w latach 1980–1986)
- Franciszek Machalski (redaktor w latach 1959–1979)
- Stanisław Stachowski (przewodniczący rady redakcyjnej i redaktor w latach 1987–2002)
- Andrzej Zaborski (redaktor w latach 2003–2014)
- Tomasz Polański (redaktor w latach 2015–2019)
- Maciej Klimiuk i Arkadiusz Płonka (redaktorzy od 2022 r.; odpowiedzialni za wydanie tomów z lat 2020 i 2021)